# Grupa topologiczna
Grupa topologiczna – grupa na której określona jest jednocześnie struktura przestrzeni topologicznej w taki sposób, że zarówno działanie grupowe, jak i operacja brania elementu odwrotnego są funkcjami ciągłymi.

## Definicja
Niech {\displaystyle (G,\cdot )} będzie grupą, a {\displaystyle (G,\tau )} będzie przestrzenią topologiczną. Jeżeli odwzorowania mnożenia
{\displaystyle G\times G\to G,\;(x,y)\mapsto xy}
oraz brania elementu odwrotnego
{\displaystyle G\to G,\;x\mapsto x^{-1}}
z grupy są ciągłe, to strukturę {\displaystyle (G,\cdot ,\tau )} nazywa się grupą topologiczną.

### Właściwości
Na {\displaystyle G\times G} należy określić naturalną topologię iloczynu przestrzeni. W zastosowaniach na ogół zakłada się, że {\displaystyle (G,\tau )} jest przestrzenią Hausdorffa. Większość badanych w analizie przestrzeni ma strukturę grupy topologicznej.

## Przykłady
- Każdą grupę można traktować jako grupę topologiczną w topologii dyskretnej.
- Zbiór liczb rzeczywistych {\displaystyle \mathbb {R} } z działaniem dodawania i naturalną topologią jest grupą topologiczną (jest to nawet przykład pierścienia topologicznego).
- Ogólniej, dowolna przestrzeń {\displaystyle \mathbb {R} ^{n}} z naturalnym dodawaniem wektorów i naturalną topologią jest grupą topologiczną.
- Grupa addytywna dowolnej przestrzeni liniowo-topologicznej (np. Banacha lub Hilberta) jest grupą topologiczną.
- Przykładem nieabelowej grupy topologicznej jest pełna grupa liniowa {\displaystyle \operatorname {GL} (n,\mathbb {R} )} wszystkich odwracalnych macierzy kwadratowych wymiaru {\displaystyle n} nad ciałem {\displaystyle \mathbb {R} } z mnożeniem macierzy jako działaniem grupowym, traktowana jako podprzestrzeń odpowiedniej przestrzeni euklidesowej {\displaystyle \mathbb {R} ^{n\times n}.} Jest to jednocześnie przykład tzw. grupy Liego.
- Grupa liczb wymiernych {\displaystyle \mathbb {Q} } z działaniem dodawania i topologią dziedziczoną z {\displaystyle R} jest przykładem grupy topologicznej, która nie jest grupą Liego.

## Podstawowe własności
Zadane na grupie struktury algebraiczna i topologiczna przeplatają się w nietrywialny sposób. Na przykład składowa jedynki, czyli składowa spójności zawierająca jedynkę grupy, jest zawsze domkniętą podgrupą normalną.
Operacja brania elementu odwrotnego grupy jest homeomorfizmem grupy na siebie. Podobnie, homeomorfizmem jest odwzorowanie polegające na mnożeniu przez ustalony element grupy.
Dowolna grupa topologiczna jest przykładem przestrzeni jednostajnej. Okazuje się, że zarówno mnożenie lewostronne, jak i prawostronne są odwzorowaniami jednostajnie ciągłymi, przy czym w przypadku grupy nieabelowej „jednostajność lewostronna” nie musi pokrywać się z „jednostajnością prawostronną”. Struktura jednostajna na grupie pozwala badać zupełność, jednostajną ciągłość i jednostajną zbieżność.
Z jednostajności wynika, że każda grupa topologiczna jest przestrzenią całkowicie regularną. W szczególności, jeśli grupa jest przestrzenią {\displaystyle T_{0},} to jest również przestrzenią {\displaystyle T_{2},} czyli Hausdorffa.
Okazuje się też, że klasa grup topologicznych z ciągłymi homomorfizmami grupowymi jako morfizmami, tworzy kategorię.
Dowolna podgrupa grupy topologicznej jest zarazem grupą topologiczną w topologii podprzestrzeni. Również domknięcie podgrupy jest podgrupą, a domknięcie podgrupy normalnej – podgrupą normalną.
Jeżeli {\displaystyle H\leqslant G,} to zbiór warstw lewostronnych {\displaystyle G/H} z topologią ilorazową (tj. najsilniejszą topologią, w której rzutowanie {\displaystyle \pi \colon G\to G/H} jest ciągłe) jest przestrzenią topologiczną. W przypadku gdy {\displaystyle H} jest podgrupą normalną, to grupa ilorazowa {\displaystyle G/H} w opisanej wyżej topologii również staje się grupą topologiczną, a znane twierdzenia o izomorfizmach pozostają prawdziwe (tj. odpowiednie morfizmy opisane w tych twierdzeniach są ciągłe).
Niestety, jeśli {\displaystyle H} nie jest podgrupą domkniętą, {\displaystyle G/H} na ogół nie jest przestrzenią {\displaystyle T_{0},} nawet wtedy, gdy grupa {\displaystyle G} jest taką. Dlatego w teorii grup topologicznych naturalnym jest ograniczenie rozważań do kategorii grup będących przestrzeniami {\displaystyle T_{0}} i zawężenie pojęcia podgrupy normalnej do domkniętej podgrupy normalnej.

## Zastosowania
Grupy topologiczne rozważane w analizie harmonicznej są lokalnie zwarte. Wynika to z faktu, że można określić na nich w naturalny sposób miarę Haara i w konsekwencji całkę. Pozwala to uogólniać na rozmaite sposoby wyniki otrzymane w teorii grup przeliczalnych, podobnie jak to ma miejsce w przypadku analogii pojęć „zwarty-skończony”. Teoria reprezentacji grup jest w wielu miejscach identyczna dla grup skończonych i zwartych.